# Cincinnati Wings
I Cincinnati Wings sono stati una squadra di hockey su ghiaccio della con sede nella città di Cincinnati, nello Stato dell'Ohio. Nacquero nel 1963 e disputarono la Central Hockey League fino al loro scioglimento nel 1964. Giocarono presso i Cincinnati Gardens e furono affiliati ai Detroit Red Wings.

## Storia
I Detroit Red Wings accettarono l'iniziativa di creare un loro farm team nella neonata Central Hockey League e scelsero di ricreare gli Indianapolis Capitals, stesso nome della squadra che oltre dieci anni prima militava nell'American Hockey League. Dopo poche partite però mentre la squadra era in trasferta un'esplosione di gas danneggiò gravemente l'edificio uccidendo 74 persone e obbligando la dirigenza a spostare la franchigia in un'altra città.
L'8 novembre 1963 venne ufficializzato il trasferimento da parte della dirigenza di Detroit a Cincinnati dove assunse il nome Wings in onore della franchigia National Hockey League.   Purtroppo l'affluenza di pubblico fu scarsa così come le prestazioni della squadra che giunse all'ultimo posto al termine della stagione regolare.
Al termine dell'anno la franchigia lasciò la città per trasferirsi a Memphis dove prese il nome di Memphis Wings. L'hockey professionistico sarebbe ritornato a Cincinnati solo nel 1971 grazie alla nascita dei Cincinnati Swords in AHL.

### Affiliazioni
Nel corso della loro storia i Cincinnati Wings sono stati affiliati alle seguenti franchigie della National Hockey League:
- Detroit Red Wings: (1963-1964)

## Record stagione per stagione
| Cincinnati Wings |     |    |    |    |   |    |     |     |    |  |
| 1963-64          | CHL | 72 | 12 | 53 | 7 | 61 | 207 | 394 | 5° |  |

## Record della franchigia

### Carriera
Gol: 25  Howie Menard
Assist: 37  Howie Menard
Punti: 62  Howie Menard
Minuti di penalità: 169  Wayne Muloin
Partite giocate: 69  Howie Menard e Wayne Muloin